# Sven Hannawald
Sven Hannawald, né le 9 novembre 1974 à Erlabrunn, aujourd'hui commune de Breitenbrunn/Erzgeb., est un sauteur à ski allemand.
Il est le premier sauteur dans l'histoire à avoir remporté les quatre manches de la tournée des quatre tremplins lors de la même édition (en 2002). Cette performance n'est égalisée qu'en 2018 par le polonais Kamil Stoch et en 2019 par le japonais Ryōyū Kobayashi. Il a mis un terme à sa carrière en 2005, après avoir vécu un burnout.
Plus tard, il fait partie de l'équipe de football du TSV Burgau, un club allemand de division mineure, et participe également à des compétitions automobiles au sein de l'ADAC GT Masters, toujours en Allemagne. Il est surnommé Hanni par ses pairs.

## Biographie

### Jeunesse
Hannawald est né à Erlabrunn et a grandi dans la ville voisine de Johanngeorgenstadt par SC Dynamo Johanngeorgenstadt dans les  Monts Métallifères. À douze ans, il a été envoyé dans une école spéciale pour jeunes athlètes à Klingenthal (SG Dynamo Klingenthal), également en Saxe. En 1991, sa famille a déménagé à Jettingen-Scheppach près de Ulm où il a été transféré à l'école de ski Furtwangen, où il a terminé un apprentissage en électronique (pour la communication).

### Carrière de saut à ski

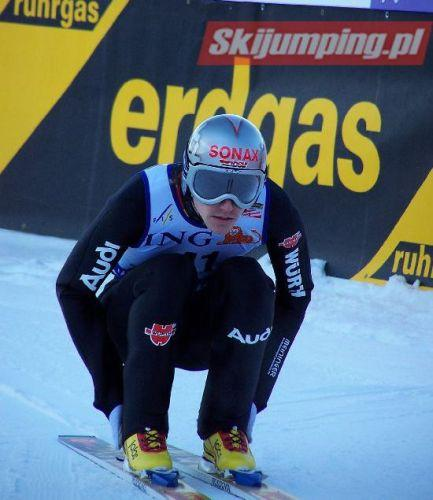
Sven Hannawald (2004)

Licencié au club d'Hinterzarten, Sven Hannawald fait ses débuts dans la Coupe du monde en 1992, mais doit attendre 1998 pour obtenir des résultats importants avec un premier podium à Innsbruck et une victoire à Bischofshofen.
En 1998, aussi, Hannawald a remporté une médaille d'argent aux Championnats du monde de vol à ski 1998 à Oberstdorf ainsi qu'une médaille d'argent aux Jeux olympiques de Nagano dans l'épreuve par équipes.
Au cours de la saison 1998-1999, il a terminé cinquième au classement général de la Coupe du monde. Aux Championnats du monde à Ramsau, il a remporté une médaille d'argent dans le grand tremplin individuel derrière Martin Schmitt, ainsi qu'une médaille d'or médaille dans l'épreuve par équipes en grand tremplin.
En 2000, Hannawald a remporté le titre aux Championnats du monde de vol à ski à Vikersund. Il a également remporté la compétition de saut à ski au Festival de ski de Holmenkollen cette année-là.
Au cours de la saison 2000/01, Hannawald a remporté l'or dans l'épreuve par équipes en grand tremplin et le bronze dans l'épreuve par équipe en tremplin normal aux Championnats du monde à Lahti.
L'hiver suivant, 2001-2002 a été le plus réussi de sa carrière : Sven Hannawald a terminé deuxième de la Coupe du monde, remportant les quatre titres individuels de saut à la Tournée des quatre tremplins, le premier à le faire. Il a défendu avec succès son titre de champion du monde de vol à ski. Aux Jeux olympiques d'hiver à Salt Lake City, il a remporté l'or au concours par équipes et l'argent au tremplin normal individuel. Ainsi, il a même été élu sportif allemand de l'année. Malgré tous ses succès, cependant, Hannawald n'a pas pu dominer Adam Malysz au classement général de la Coupe du monde. Il reçoit aussi beaucoup d'attention de la part des médias et le sport en général augmente en popularité.
Lors de la saison 2002-2003, il a terminé à nouveau deuxième du classement mondial et a réussi à établir un autre temps fort de sa carrière : à la Coupe du monde de Willingen, Allemagne , il est devenu le troisième athlète de l'histoire à obtenir la note parfaite de la part des cinq juges (20 points maximum), 27 ans après le premier (Anton Innauer) et cinq ans après le second (Kazuyoshi Funaki). Cette marque n'a été égalée qu'environ une heure plus tard à la même compétition de Coupe du monde par Hideharu Miyahira, qui termine sixième. Ensuite, il a fallu encore six ans avant que Wolfgang Loitzl la réalise à Bischofshofen, Autriche en 2009 lors du Tournée des quatre tremplins.
Lors de la saison 2003-2004, il a réalisé des performanes bien en deçà de ses attentes personnelles. Son meilleur résultat de l'hiver est quatrième à Trondheim. En conséquence, Hannawald a mis fin prématurément à sa saison. Le 29 avril 2004, Hannawald a révélé qu'il souffre de burnout et qu'il reçoit un traitement psychiatrique. Pendant ce temps, Sven Hannawald réussit à s'en remettre et réapparaît en public.
Le 3 août 2005, il met fin à sa carrière de sauteur à ski, expliquant par l'intermédiaire de ses managers qu'après avoir menagé avec son burn-out, il ne souhaite plus souffrir du stress du sport professionnel.
Après sa carrière sportive, il obtient un rôle de commentateur de saut à ski à la télévision allemande.

### Carrière de footballeur
Le 26 septembre 2008, il a signé un contrat de deux ans en tant qu'attaquant du TSV Burgau dans la Kreisliga en Allemagne.

### Carrière dans le sport automobile
Il a fait ses débuts en tant que pilote de course de voitures de tourisme dans l'ADAC GT Masters. Hannawald a effectué sa première course le 10 avril 2010 à Oschersleben.

## Palmarès

### Jeux olympiques
| Épreuve / Édition      | Individuel     | Individuel     | Par équipes Grand tremplin |
| Épreuve / Édition      | Petit tremplin | Grand tremplin | Par équipes Grand tremplin |
| JO 1998 Nagano         | 14e            | 48e            | Argent                     |
| JO 2002 Salt Lake City | Argent         | 4e             | Or                         |

### Championnats du monde
| Épreuve / Édition           | Individuel     | Individuel     | Par équipes    | Par équipes    |
| Épreuve / Édition           | Petit tremplin | Grand tremplin | Petit tremplin | Grand tremplin |
| Mondiaux 1999 Ramsau        | 8e             | Argent         | —              | Or             |
| Mondiaux 2001 Lahti         | 36e            | 6e             | Bronze         | Or             |
| Mondiaux 2003 Val di Fiemme | 24e            | 7e             | —              | 4e             |

### Championnats du monde de vol à ski
| Épreuve / Édition | Oberstdorf 1998 | Vikersund 2000 | Harrachov 2002 | Planica 2004 |
| Individuel        | Argent          | Or             | Or             | 17e          |
| Par équipes       |                 |                |                | 4e           |

### Coupe du monde
- 2 petits globes de cristal :
  - Vainqueur du classement de vol à ski 1998 et 2000.
- Meilleur classement général : 2e en 2002 et 2003.
- Vainqueur de la Tournée des quatre tremplins en 2002.
- 40 podiums individuels, dont 18 victoires, 12 deuxièmes places et 10 troisièmes places.
- 7 podiums par équipes.

#### Victoires
| Année | Lieu |
| 1998  | Bischofshofen (Autriche), Oberstdorf (Allemagne) |
| 2000  | Kulm (Autriche), Trondheim (Norvège), Oslo (Norvège), Planica (Slovénie)                                                                                        |
| 2002  | Titisee-Neustadt (Allemagne), Oberstdorf (Allemagne), Garmisch-Partenkirchen (Allemagne), Innsbruck (Autriche), Bischofshofen (Autriche), Willingen (Allemagne) |
| 2003  | Engelberg (Suisse), Oberstdorf (Allemagne), Zakopane x2 (Pologne), Kulm (Autriche), Willingen (Allemagne)                                                       |

#### Classements généraux
| Compet'/Année | Compet'/Année | Classement général | Classement général |
| ------------- | ------------- | ------------------ | ------------------ |
| Compet'/Année | Compet'/Année | Class.             | Points             |
| 1994          | 1994          | 90e                | 2                  |
| 1995          | 1995          | 63e                | 26                 |
| 1997          | 1997          | 59e                | 40                 |
| 1998          | 1998          | 6e                 | 953                |
| 1999          | 1999          | 6e                 | 896                |
| 2000          | 2000          | 4e                 | 1065               |
| 2001          | 2001          | 9e                 | 462                |
| 2002          | 2002          | 2e                 | 1259               |
| 2003          | 2003          | 2e                 | 1235               |
| 2004          | 2004          | 24e                | 253                |

## Distinctions personnelles
- Élu sportif allemand de l'année en 2002.